# Hugo von Steiner
Hugo von Steiner (Zara, 2 dicembre 1862 – Vienna, 30 agosto 1942) è stato un violista e compositore austriaco.

## Biografia
Nacque a Zara nel Regno di Dalmazia, provincia dell'Impero austriaco, il 2 dicembre 1862. Fu violista e compositore. Studiò dal 1880 al 1883 presso il Conservatorio della Gesellschaft der Musikfreunde - Musikverein (Società degli Amici della Musica) di Vienna con J.M. Grün, Franz Krenn e R. Fuchs.

## Carriera musicale
Successivamente entrò come prima viola nella Hofopernorchester, nel 1895 divenne membro della Hofmusikkapelle e componente del celebre Quartetto Rosé (composto da Arnold Rosé, August Siebert, Reinhold Hummer e Hugo von Steiner). Fu insegnante di violino e viola presso il Conservatorio dal 1907 al 1931. Morì a Vienna il 30 agosto 1942.